# Neosinocythere elongata
Neosinocythere elongata is een mosselkreeftjessoort uit de familie van de Hemicytheridae. De wetenschappelijke naam van de soort is voor het eerst geldig gepubliceerd in 1976 door Hu.